# Sunes jul (bok)
Sunes jul är en bok från 1992 i Suneserien av Anders Jacobsson och Sören Olsson.

## Handling
Boken är baserad på TV-serien med samma namn från 1991. Julen nalkas, och Sune deltar bland annat i julspel (som åsnebakdel) och bakar med familjen.

## Bokomslaget
Bokomslaget visar en jultomte med en såg i handen, samt Håkan och en julgran i bakgrunden.

## Ljudbok
Inläsningarna utgavs 1992 på tre kassettband på Änglatroll under titlarna "Sune och pulkapappan"., "Sune och en grann gran" och "Sune och den juliga julen".

### Fotnoter
1. ↑  ”Sunes jul” (på engelska). Worldcat. 10 mars 1992. https://www.worldcat.org/title/sunes-jul/oclc/186096266&referer=brief_results. Läst 29 mars 2015.
2. ↑  ”Böckerna om Sune”. Sören Olsson och Anders Jacobssons webbplats. http://www.soren-anders.se/artiklar/artiklar/20140825/bockerna-om-sune. Läst 29 mars 2015.
3. ↑  ”Sune och pulkapappan”. Svensk mediedatabas. 10 mars 1992. http://smdb.kb.se/catalog/id/001521832. Läst 29 april 2015.
4. ↑  ”Sune och en grann gran”. Svensk mediedatabas. 10 mars 1992. http://smdb.kb.se/catalog/id/001521830. Läst 29 april 2015.
5. ↑  ”Sune och den juliga julen”. Svensk mediedatabas. 10 mars 1992. http://smdb.kb.se/catalog/id/001521831. Läst 29 april 2015.